# جلزا
جلزا (به مالتی: Ġellewża) (تلفظ:الگو:D͡ʒɛɫɫeʊ̯za) یک نوع انگور تیره بومی به جزیره مالت است. فقط تعداد کمی از این شراب ساخته می‌شود چون بیشتر شراب‌ها در جزیره گیرجنتینا هستند. دیگر شراب‌های پرطرفدار شارلونی و کاربنه ساوین هستند.

## سبک
جلزا برای درست کردن شراب قرمز و همچنین شراب‌های کمی گازدار نیز استفاده می‌شود.

## استفاده
به این خاطر که بیشتر جلزای تولید شده در خود مالت تولید می‌شود و عامل جذب توریست است، جلزای بسیار کمی در بیرون از جزیره یافت می‌شود. بعلاوه، به علت گرمایش جهانی، خطر انقراض انگور بومی به خاطر خشکی بیشتر نیز وجود دارد.
بسیاری بر این باورند که قدمت این شراب به بیش از ۲۰۰۰ سال پیش بر می‌گردد.